# Chuck Berkeley
Charles Chuck Berkeley (ur. 21 sierpnia 1976 w Pittsfield) – amerykański bobsleista.
Startował na igrzyskach w Vancouver w konkurencji czwórek razem z Johnem Napierem, Steve'em Langtonem i Chrisem Fogtem. Nie ukończyli jednak zawodów.